# Up the Line
Up the Line è un album in studio del cantautore italiano Garbo, pubblicato nel 1997.

## Tracce
1. Two for the Piano – 5:14
2. The Slow Train of the Life – 3:19
3. A Butterfly in my Room – 2:40
4. Free Melodies – 3:04
5. Free Gnome – 3:12
6. Up the Line – 3:14
7. Moving Time in Saigon – 4:08
8. Morning Voices – 5:31
9. A Car-Way for My Mum – 4:30
10. Dark Empire – 3:31
11. I've Come a Long Way – 2:32
12. Up the Line (Pop Remix) – 3:17

Durata totale: 44:12